# スプリウス・カッシウス・ウェケッリヌス
スプリウス・カッシウス・ウェケッリヌス（Spurius Cassius ViscellinusまたはVecellinus、紀元前485年没）は共和政ローマ初期の最も特筆すべき人物の一人である。執政官（コンスル）を三度務め（紀元前502年、493年、486年）、凱旋式も二度実施している。最初のマギステル・エクィトゥム（騎兵長官、実際には独裁官の副官）であり、最初の「公有地法」の設定者である。最後の執政官を務めた翌年、王政の復活を狙ったとして告発され、パトリキ（貴族）によって死刑とされた。

## 背景
ローマの記録では本人の名前と同時に父と祖父の名前の頭文字を書くことがあるが、そこでは「Spurius Cassius S. f. S. n. Viscellinus」とされていることから、父も祖父もスプリウスというプラエノーメン（個人名、ファーストネーム）を持っていたことが分かる。彼が処刑された時に父がまだ生きていたと言われているが、それが事実ならカッシウス・ウェケッリヌスの生まれを紀元前540年-535年より以前と考えるのは難しい。彼には3人の息子がいたが、その名前は残っていない。カッシウス・ウェケッリヌスはパトリキの生まれであると信じられているが、カッシウス氏族は後にはプレブス（平民）となっている（カッシウス氏族から次の執政官となるのは紀元前171年のガイウス・カッシウス・ロンギヌスである）。歴史家バルトホルト・ゲオルク・ニーブール（1776年 - 1831年）は、カッシウス・ウェケッリヌスの罪のために（ローマでは王政復古は大罪とされていた）、彼の息子達がパトリキの地位を剥奪されたか、あるいは自主的にそれを放棄したのではないかと考えている。

## 公職
カッシウス・ウェケッリヌスが最初に執政官になったのは、紀元前502年、共和政ローマ建国から8年目であった。同僚執政官はオピテル・ウェルギニウス・トリコストゥスであった。ハリカルナッソスのディオニュシオス（紀元前60年 - 紀元前7年以降）によると、カッシウス・ウェケッリヌスはサビニ族とキュレス（en、現在のファーラ・イン・サビーナ）近くで戦い、これに大損害を与えて勝利している。この敗北でサビニは講和を求め、かなりの土地をローマに割譲した。この勝利によってカッシウス・ウェケッリヌスは凱旋式を実施する栄誉を得たが、これは凱旋式のファスティでも確認できる。他方でティトゥス・リウィウス（紀元前59年頃 - 17年）の『ローマ建国史』では、両執政官が戦ったのはラティウムのアウルンキ人（en）であり、スエッサ・ポメティア（en）を占領したとする。リウィウスは同じことを紀元前495年にも述べており、これはディオニュシオスと一致する。したがって、ディオニュシオス（およびファスティ）が言う紀元前502年の勝利はサビニ相手と考えて良いと思われる。
翌紀元前501年、ティトゥス・ラルキウス・フラウスがローマ史上最初の独裁官に就任したが、ラルキウス・フラウスはカッシウス・ウェケッリヌスをマギステル・エクィトゥムに指名した。独裁官がおかれたのは、サビニとラティウムの両面戦争の恐れがあったためである。交渉決裂の後、ローマはサビニに宣戦布告をしたが、実際には両者共に積極的には動かず、戦闘には至らなかった。ラティウムとの戦争は紀元前498年に勃発し、レギッルス湖畔の戦いでローマが勝利した。この勝利の後、カッシウス・ウェケッリヌスはローマ元老院に、ラティウム都市を破壊するように命じられたと言われる。
カッシウス・ウェケッリヌスは紀元前493年に二度目の執政官に選出された。同僚執政官はポストゥムス・コミニウス・アウルンクスであった。ちょうどこのとき、プレブスが離反してモンテ・サクロに立てこもっていた。共和政ローマ初期の歴史の中で、パトリキとプレブスの反目は何度も繰り返されるが、これが最初のものであった。以前の立場とは異なり、カッシウス・ウェケッリヌスはラティウムとの条約に批准し、ローマの繁栄に脅威を与える要因の一つを取り除いた。この条約は彼の名前をとってフォエドゥス・カッシアヌム（ラテン語: Foedus Cassianum、カッシウス条約）と呼ばれた。キケロ（紀元前106年 - 紀元前43年）は、彼の時代にも条約の写しは存在していたと述べており、またディオニュシオスはその内容を要約している。この年の後半に、カッシウス・ウェケッリヌスはケレース、バックスおよびプロセルピナの神殿を奉献している。
紀元前486年、カッシウス・ウェケッリヌスは三度目の執政官に選出された。同僚執政官はプロクルス・ウェルギニウス・トリコストゥス・ルティルスであった。今回はウォルスキとヘルニキに軍を進めたが、和平を追求し、再び外交能力を見せた。カッシウス・ウェケッリヌスはヘルニキと同盟関係を結んだ。この同盟により、カッシウス・ウェケッリヌスが結んだラティウムとヘルニキとの同盟は、共和政ローマを王政ローマと同じ立場におくこととなった。リウィウスによると、ヘルニキはその領土の2/3を割譲することに合意したが、よりありそうな説明はローマ、ラティウム、ヘルニキは彼らが獲得した土地を等分し、相互の戦争で得た領土の1/3を受け取るというものであった。この条約は100年以上継続した。その見返りとして、カッシウス・ウェケッリヌスは二度目の凱旋式を実施した。

## 裁判と処刑
ヘルニキとの同盟締結後、カッシウス・ウェケッリヌスはローマ最初の公有地法を提唱した。これは土地をプレブスとラテン同盟に分配するというものであった。しかし同僚執政官のウェルギニウス・トリコストゥスとパトリキはこれに大反対した。激しい議論の後、プレブスも反カッシウスに回ったが、これは彼が王位を狙っていると疑われたからであった。
紀元前485年、カッシウスが執政官職を離れると、非難を浴び処刑された。リウィウスは裁判の方式は不明であるとしているが、クァエストル・パッリキディ（財務官であるが、初期においては訴追権を持っていた）のカエソ・ファビウス・ウィブラヌスとルキウス・ウァレリウス・ポティトゥスの訴追によって反逆罪の罪で公的裁判にかけられた可能性が高いと考えている。ケントゥリア民会で彼は死刑が宣告され、テルース神殿近くの家屋敷も破壊された。別説では、カッシウスの実父が私的な裁判を開き、家長の権限で死刑にし、さらにカッシウスの個人資産をケレース女神に寄進したとされる。しかし『ローマ史』の著者ニーブール（1776年 - 1831年）は、執政官を3回、凱旋式を2回も実施しているカッシウス・ウェケッリヌスが、実父の権力下にあったとは考えられないとしている。
ディオニュシオスはタルペーイアの岩から突き落とされてカッシウスは処刑されたとしている。
カッシウス・ディオ（155年 - 229年以降）は、カッシウス・ウェケッリヌスは無罪であったと考えていた。
彼の息子達に関しては、同時に処刑されたという説もあるが、ディオニュシオスは元老院によって助命されたとする。

## 参考資料
1. ↑  Realencyclopädie der Classischen Altertumswissenschaft.
2. ↑  Dictionary of Greek and Roman Biography and Mythology, William Smith, Editor.
3. 1 2  Barthold Georg Niebuhr, History of Rome, vol. ii, pp. 166ff; Lectures on the History of Rome, pp. 89ff, ed. Schmitz (1848).
4. ↑  ハリカルナッソスのディオニュシオス『ローマ古代誌』、 v. 49, vi. 29.
5. ↑  凱旋式のファスティ.
6. ↑  ティトゥス・リウィウス『ローマ建国史』、ii. 17, 22, 25, 26.
7. ↑  ティトゥス・リウィウス『ローマ建国史』、ii. 18.
8. ↑  ディオニュシオス、『ローマ古代誌』、v. 75, vi. 20.
9. 1 2  ティトゥス・リウィウス『ローマ建国史』、ii. 33.
10. ↑  マルクス・トゥッリウス・キケロ、『国家論』、ii. 33, Pro Balbo, 23.
11. ↑  ディオニュシオス『ローマ古代誌』、vi. 49, 94, 95.
12. ↑  Barthold Georg Niebuhr, History of Rome, vol. ii, pp. 38ff.
13. 1 2 3  ティトゥス・リウィウス『ローマ建国史』、ii. 41.
14. ↑  Oxford Classical Dictionary, 2nd Ed. (1970).
15. ↑  凱旋式のファスティ
16. ↑  キケロ、『国家論』、ii. 27, 35、『ピリッピカ』、ii. 44, 『友情について』、8, 11,『わが家について』、 38.
17. ↑  ウァレリウス・マクシムス、Factorum ac Dictorum Memorabilium libri IX, vi. 3. § 1.
18. ↑  ガイウス・プリニウス・セクンドゥス、『博物誌』、xxxiv. 6. s. 14.
19. ↑  ハリカルナッソスのディオニュシオス『ローマ古代誌』、viii. 68-80.
20. ↑  カッシウス・ディオ『ローマ史』、19, p. 150.
21. ↑  ハリカルナッソスのディオニュシオス『ローマ古代誌』、viii. 80.
22. ↑  Dictionary of Greek and Roman Biography and Mythology, William Smith, Editor.

- この記事には現在パブリックドメインである次の出版物からのテキストが含まれている: Smith, William, ed. (1870). "Viscellinus, Sp. Cassius". Dictionary of Greek and Roman Biography and Mythology (英語). Vol. 3. pp. 1271–72.